# Lucignano
Lucignano är en ort och kommun i provinsen Arezzo i regionen Toscana i Italien. Kommunen hade 3 544 invånare (2018).